# Magnus Anckarsvärd
Magnus Anckarsvärd, tidigare Cosswa, född 15 maj 1745 i Karbennings församling, Västmanlands län, död 13 juli 1812 i Mönsterås församling, Kalmar län, var en svensk arkitekt.

## Biografi
Magnus Anckarsvärd föddes 1745 på Högfors bruk i Karbennings socken. Han var son till inspektorn Johan Petersson Cosswa och Catharina Lind. Anckarsvärd studerade vid Uppsala universitet och blev 23 augusti 1761 stigare i Falu gruva. Han blev 19 december 1664 auskultant i bergskollegium och 16 september 1771 provinsialarkitekt i Blekinge län. Anckarsvärd blev 19 september 1771 stadsingenjör i Karlskrona, 23 juli 1772 löjtnant-mekanikus och 18 december 1780 kapten-mekanikus vid amiralitetet i Karlskrona. Han adlades 13 augusti 1787 och adopterade brodern Mikael Anckarsvärds adliga namn och nummer. Han blev 24 oktober 1789 överdirektör vid dockbyggnaden i Karlskrona. Anckarsvärd avled 1812 på Kråkerum.

### Familj
Anckarsvärd gifte sig 26 september 1771 med Eva Cecilia Ferber (1751–1795), dotter till apotekaren Johan Henrik Ferber och Eva Maria Ankarcrona i Karlskrona. De fick tillsammans barnen Eva Henrika Anckarsvärd (1772–1815) som var gift med överstelöjtnanten Carl David Björnberg, Gustava Johanna Anckarsvärd (1773–1775), Fredrika Carolina Anckarsvärd (1775–1830) som var gift med ryttmästaren Georg Ernst Pijhlgardt, Anna Maria Anckarsvärd (1777–1810), majoren Per Christoffer Anckarsvärd (1779–1815), Lovisa Ulrika Anckarsvärd (1781–1795), Gustava Cecilia Anckarsvärd (1782–1860) som var gift med överstelöjtnanten Georg Fredrik von Gegerfelt, majoren Gustaf Magnus Anckarsvärd (1784–1840) och kaptenen Johan Otto Mikael Anckarsvärd (1791–1827).